# فضيحة ملهى الشمس الحارقة
فضيحة ملهى الشمس الحارقة أو فضيحة ملهى بورنينغ سان أو فضيحة بوابة بورنينغ سان هي قضية رأي عام أثارت ضجة في كوريا الجنوبية وعالم الترفيه كان محورها ملهى ليلي في سيول يدعى بورنينغ سان تمارس من خلاله أنشطة غير قانونية مثل توزيع المخدرات للعملاء المميزين والسماح لهم باغتصاب زبونات الملهى، السماح للفتيات القاصرات بدخول الملهى، رشوة ضباط الشرطة وإنشاء شبكة دعارة سرية.
تسببت الفضيحة في صدمة في كوريا الجنوبية والعالم بسبب تورط العديد من مشاهير الموسيقى وفن البوب الكوري على إثر تبادل صور ومقاطع فيديو عبر غرف دردشة سرية لهم لنساء ودون موافقتهن وهن إما في وضعية سكر أو أثناء ممارسة الجنس. مما شكل ضربة موجعة لصناعة البوب الكوري والصورة النمطية المثالية لمشاهير الفن الكوري المتعارف عليها. تسببت الفضيحة كذلك بطرح العديد من التساؤلات حول جرائم التصوير الجنسية السرية المسماة «بالمولكا» وأثارها. كما أثارت نقاشا محتدما بين الأحزاب السياسية حول كيفية التعامل معها.
وخلال القضية اتهم ملهى ليلى ثان يسمى متحف القرد (Monkey Museum) برشوة ضابط شرطة لغض الطرف عن أجهزة المراقبة التجسسية السرية وغير القانونية الموجودة في داخل الملهى لتصوير الزبناء.

## تسلسل الأحداث

### الشرارة
في 28 يناير 2019، بثت قناة MBC Newsdesk لقطات فيديو مسجلة عن هجوم حدث العام الماضي في حي كانغنام الراقي في ملهى بورنينغ سان، وهو ملهى ليلي يديره جزئيا المغني سنغري عضو مجموعة بيغ بانغ الشعبية.
تعرض بموجبه أحد زبناء الملهى والضحية كيم سانغ كيو، لهجوم من قبل رجال أمن النادي ليتم اعتقاله كمعتدي. بعد ذلك، تأكد أن الضحية قد قام بالحديث عن الاعتداء على الشبكة الاجتماعية Bobaedream. قائلاً: «"في 24 نوفمبر / تشرين الثاني، وأنا في "ملهى بورنينغ سان"، أمسكت بكتفي امرأة مضايقة جنسياً واختبأت ورائي. فطلبت المساعدة من أحد حراس الأمن، لكن في النهاية تعرضت للضرب على أيدي هؤلاء الحراس وأصدقائهم. "». مضيفا أنه تم تكبيل يديه واقتياده إلى مركز الشرطة، حيث عنفته الشرطة جسديا مرة أخرى. ولدعم مزاعمه، نشر الضحية كيم سانغ كيو صورتين: واحدة من وجهه الملطخ بالدماء والأخرى وهو يتلقى العلاج الطبي في المستشفى. حيث أبلغ عن ألام في معدته وشكله، بما في ذلك وجود ثلاثة أضلاع مكسورة.
بعد أيام أظهر مقطع فيديو جديد، تم استخلاصه هذه المرة من كاميرا مراقبة، العديد من رجال الأمن وهم يسحلون السيد كيم سانغ كيو خارج النادي ويرمونه على الأرض. فيما قام مدير النادي السيد جانغ، بمسك الرجل من شعره وضربه في وجهه ثم جره على الطريق ومواصلة ضربه. فيما فام حراس الأمن بالإمساك بالضحية حتى يتمكن المدير من اتمام ضربه.
في مقابلة مع قناة MBC Newsdesk، قال كيم: «"شخص ما أمسك برأسي وهو يضربني وساعده حراس الأمن. كان الأمر مخزياً للغاية. أتذكر أن الجميع كان يراقبني."». عندما عاد المدير ورجال الأمن إلى النادي، اتصل الضحية بالشرطة وأبلغ عن الحادث. لكن بعد 10 دقائق من وصول وصلت الشرطة إلى عين المكان، التقوا بممثل للنادي ثم كبلوا يدي السيد كيم. ووفقا للضحية، لم تحاول الشرطة العثور على المدير، أو البحث داخل النادي أو التحقق من صور كاميرات المراقبة.
بحسب محضر الشرطة التي يشرح أسباب القبض على السيد كيم سانغ كيو، تم اعتباره معتديًا فيما اعتبر مدير الملهى السيد جانغ الضحية. وعندما اتصل البرنامج بالملهى والشرطة للاستماع إلى ردهما، قال مصدر مضطلع من الملهى الليلي إن كيم قد اتُهم بالتحرش الجنسي، بينما قالت الشرطة إنه قد تم اعتقاله لعرقلته عمل الملهى. بالإضافة إلى ذلك، قالت الشرطة إنها تحقق في الاعتداء، بما في ذلك ادعاءات كيم سانغ كيو بالتحرش الجنسي داخل المنشأة. في وقت لاحق صرح السيد كيم سانغ كيو، عبر وسائل التواصل الاجتماعي: «"استدعتني الشرطة بسبب اتهام السيد يانغ لي بالتشهير به. لا تجعلني آتي وأذهب، تعال إلى المحكمة. سأقدم تقريرا إلى مكتب المدعي العام لذلك دعونا نوضح بوضوح ما تم تشويهه"».

### مجريات الأحداث
في أعقاب هذا الإعلان، ذكرت وكالة شرطة العاصمة سيول أنها تقوم بتحليل التقرير، ومراجعة مقاطع كاميرات المراقبة، وكذلك استدعاء مدير النادي والسيد كيم سانغ كيو للتحقيق معهما، لكن هذا الأخير رفض المشاركة في التحقيق. وخلصوا إلى القول «"سنواصل التحقيق بعناية ودقة لضمان عدم اتهام أي شخص بالباطل."».
في الوقت نفسه، قدم السيد كيم سانغ كيو عريضة في موقع القصر الرئاسي بالبيت الأزرق لحثه على التحقيق الشامل في القضية والكشف عن الحقيقة. وقد وقع على العريضة أكثر من 90,000 شخص في 29 يناير في الساعة 15:00 (بتوقيت كوريا). في الوقت نفسه، أصدر المديران التنفيذيان لملهى بورنينغ سان لي سونغ هيون ولي مون هوو بيانًا بشأن حادثة الاعتداء في النادي تحوي اعتذارا كاشفين أنه تم فصل أحد الموظفين بسبب هذه الأحداث.
بالإضافة إلى ذلك، أصبح مقطع فيديو مقتطف من كاميرا مراقبة تابعة للملهى نشره الضحية الرئيسي على موقع يوتيوب في 27 ديسمبر من العام الماضي (2018) محط اهتمام مثير للقلق على شبكات التواصل الاجتماعي في كوريا الجنوبية، تظهر من خلاله امرأة تتعثر أثناء جرها غصبا في ممر الملهى، وقد تسبب المقطع بالكثير من التكهنات حول الأحداث التي وقعت بالفعل في تتمة الفيديو وما يحدث حقيقة في الملهى.
وقد صرح ناشر الفيديو معلقا «"بعد مرور أقل من 10 أيام على الحادث الذي وقع في 24 نوفمبر، تم جر امرأة في حالة سكر من شعرها بواسطة حارس الملهى إلى غرفة لكبار الشخصيات. لكن المرأة حاولت التشبث بجهاز كمبيوتر ومكتب الاستقبال حيث يبدو جليا أنها كانت في حاجة إلى المساعدة، لكن الموظفين تجاهلوها. وقد تلقيت معلومات تفيد بأن المرأة أبلغت الشرطة بذلك، لكن هذه الأخيرة غضت الطرف عن الأمر فيما قام الملهى بحذف شريط المراقبة".» ثم أضاف أنه سمع أن حوادث مماثلة تقع مرتين في اليوم وأن الشرطة تلقت مبلغًا كبيرًا من المال من قبل الملهى مقابل عدم الدخول للملهى بحجة أنه سيعطل الأعمال. بعد ذلك، أبلغ النادي صحيفة E-Daily أنه أقال السيد جانغ نتيجة سلوكه العنيف تجاه السيد كيم.
في 14 فبراير، داهمت وحدة شرطة خاصة الملهى الليلي ومركز شرطة منطقة يوكسام دونغ حيث يقع الملهى، وتتواجد نفس وحدة الشرطة التي تم استدعاؤها كلما وقع حادث بالملهى. حيث تمكنت فرقة العمل الخاص من وضع يدها على الأقراص الصلبة الأصلية التي سجلت مقاطع فيديو مراقبة المقاطعة، وكذلك جميع الكاميرات الأمنية المحمولة التي يجبر ضباط الشرطة على حملها. كما تم الاستيلاء على وثائق أخرى. أما بالنسبة لملهى بورنينغ سان، فقد تم استرداد الكثير من البيانات من أجل التحقيق الفعال في الادعاءات المتعلقة بتوزيع المخدرات والاعتداء الجنسي والفساد داخل الملهى.
وصرح ممثل وحدة الشرطة الخاصة قائلا: «"لقد تمكنا من تأكيد الكاميرات التي تعمل والتي لا تعمل. كما استرجعنا جميع البيانات ونحن الان بصدد تحليلها. كما سنقوم بإجراء تحليلات أعمق على المواد المستردة. بعد ذلك، سنقوم بمقابلة جميع المشاركين في هذه القضية. لقد تم إنشاء وحدة خاصة لهذا الغرض، وسيتم إجراء تحقيق داخلي للكشف عن علاقة الشرطة في منطقة يوكسام دونغ مع الملهى. كما سيتم دراسة حالات الاعتداء الجنسي والاتجار بالمخدرات."». ثم تابع قائلاً: «"نحن نولي اهتمامًا خاصا للعلاقة بين شرطة منطقة يوكسام دونغ والملهى. كما صادرنا 112 تقريرًا عن جرائم ملهى بورنينغ سان التي تلقتها الشرطة منذ 23 فبراير 2018، وسنتفقد السجلات الهاتفية والمعاملات المالية لضباط الشرطة والأشخاص العاملين أو الذين عملوا في الإدارة التنفيذية في ملهى بورنينغ سان منذ افتتاحه."».
في اليوم التالي للتفتيش، تم الكشف على أن مبنى الملهى الليلي قد تم إغلاقه في 17 فبراير. بتاريخ 20 فبراير، فوجئت الشرطة باكتشاف أن الملهى يجري هدمه منذ 18 فبراير، فاضطرت الشرطة لإيقاف الهدم بغية الحفاظ على الأدلة.
كشفت قناة جي تي بي سي، من خلال لقطات كاميرا المراقبة أن السيد كيم سانغ-كيو كان يقول الحقيقة وأنه تعرض بالفعل للضرب على أيدي الشرطة وموظفي ملهى بورنينغ سان بينما كان الشخص المشتبه به بالتحرش جنسياً على إحدى زبونات الملهى يغادر المبنى دون استجوابه من قبل الشرطة، وأن هذا الشخص يعد صديقًا للمغني والمدير التنفيذي للملهى سنغري، والذي لا يتردد في إنفاق آلاف اليوروهات في كل مرة يحضر فيها إلى الملهى.
في بداية القضية دافعت عدة نساء عن الملهى، متهمين كيم سانغ كيو بالتحرش الجنسي ضدهم، حيث وفقا لهن، فقد تم طرده من قبل حراس الأمن فقط لأنه واصل لمسهن خلال السهرة. لكن وسائل الإعلام كشفت أن هؤلاء النسوة الثلاث، اللاتي ادعين أنهن مجرد زبونات للملهى وليست لهن أية صلة بالملهى، جميعهن في الواقع مرتبطات بالملهى. إذ ثبت أن الأولى هي صديقة لأحد موظفي الملهى، في حين أن الثانية هي امرأة قريبة من الرئيس التنفيذي لملهى بورنينغ سان. أما الثالثة فهي شابة تشتبه بها الشرطة في توزيع المخدرات على العملاء المميزين داخل النادي (إذ تم العثور على المخدرات في منزلها). هذا الأخيرة، الذي ادعى المغني سنغري بداية أنه لا يعرفها ثم اعترف في النهاية بأنها مجرد معجبة، اتضح أنها مروجة مخدرات داخل الملهى، إذ كشف التحقيق أنها تجني أحيانًا أكثر من 15000 يورو في اليوم خلال عملها في النادي. فيما رد الضحية كيم سانغ كيو على التشهير يأن الموظفين والشرطة قاموا بضربه للسماح للعميل بالفرار بكل حرية.
في 18 مارس، أعلن مصدر في الشرطة أنه تم اعتقال 40 شخصًا على صلة بشبهة توزيع المخدرات، بما في ذلك 14 شخصا من المحتجزين في ملهى بورنينغ سان، وثلاثة من المروجين المكلفين بالتوزيع داخل النادي، و17 شخصا من المشتبه بهم متورطين في توزيع المخدرات في ملاهي أخرى. وأكد مصدر في الشرطة أيضا أن تسعة من هؤلاء الأفراد كانوا متورطين في توزيع مخدر جاما هيدروكسي بيوتيريت المعروف اختصارا ب (GHB). كما تم اعتقال لي مون هو أحد المديرين التنفيذيين للملهى.
في 1 إبريل / نيسان، عقد مفوض شرطة مدينة سول وون كيونغ هوان مؤتمراً صحفياً كشف فيه أن الشرطة اعتقلت 108 شخص وسجنت 13 شخصا منهم، وأوضح أنه اعتقل 53 شخصًا بسبب تهم متعلقة بالمخدرات في «ملهى بورنينغ سان» وكذلك النوادي الأخرى (تم سجن 8 أشخاص منهم)، واعتقال 15 شخصًا بسبب تعاطي أو توزيع المخدرات في «ملهى بورنينغ سان» (سجن أربعة منهم) فيما اعتقل 29 شخصًا سجن منهم شخص واحد بسبب توزيع مخدر GHB، السمى "mulpong" في كوريا الجنوبية.
في 19 أبريل، صدر أمر اعتقال بحق لي مون هو للاشتباه في انتهاكه للقانون المتعلق بالاتجار بالمخدرات. وكانت الشرطة قد طلبت في وقت سابق أمر اعتقال ضده بسبب تعاطيه المخدرات وحيازتها، لكن المحكمة رفضتها لعدم كفاية الأدلة. فقدمت الشرطة مرة أخرى طلبًا بعد تأكيد شكوك جديدة حول تعاطي المخدرات. وبالرغم من استمرار لي مون هو في إنكار هذه الشكوك، إلا أن اختبار البول وفحص الشعر اللذان تم إجراؤهما له أعطيا نتائج إيجابية.

## نقطة التحول

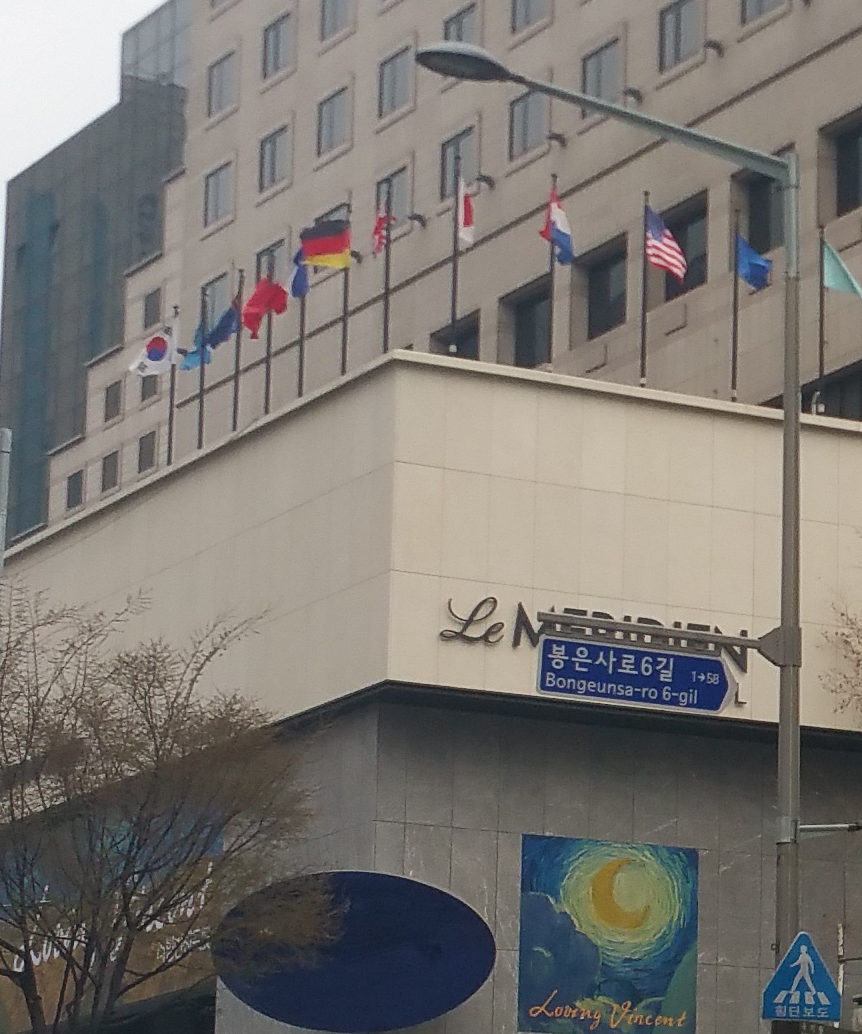
فندق لو ميريديان

تم افتتاح ملهى بورنينغ سان في فندق لو ميريديان (الذي تديره جزئياً شركة تشيونوون المحدودة للصناعة) في منطقة يوكسام دونغ، إحدى مناطق حي كانغنام الراقي في 23 فبراير 2018، وتم إغلاقه كنتيجة للتحقيق الذي أجري في 17 فبراير 2019.
وظهر أنه «النادي الأكثر أناقة ورقيا في كوريا الجنوبية» حيث تضمن مسارًا مخصصًا للرقص، وآخر لرقص الهيب هوب، قائمة فخمة باهضة الثمن، زي رسمي معين، مكان مخصص للشخصيات البارزة، 60 طاولة مميزة (VIP) بالقرب من الدي جي والمنصة بأرضية رقص واسعة تتحمل 1000 شخص. بنظام صوت تم إنشاءه من قبل شركة Funktion-One الإنجليزية، حيث تمت دعوة خبير الصوت، توني أندروز، إلى النادي لضبط الصوت. قام سنغري أحيانًا بعمل دي جي جنبًا إلى جنب مع فنانين آخرين مثل الدي جي المغربي ريهاب. صمم النادي بحسب ذوق مالكه المغني سنغري، الملقب بغاتسبي الكوري للعصر الحديث، بسبب ذوقه لإقامة الحفلات. غالبًا ما كان يطلق على الملهى الليلي «نادي سنغري»، نظرًا لانتماء صاحبه المغني الشهير سنغري إلى موجة الهاليو الأولى من خلال فن البوب الكوري وفرقة بيغ بانغ الشعبية الكورية.

## الملاهي الأخرى
- في عام 2014، تم افتتاح ملهى أرينا الشهير بقواعد أزياءه الصارمة في منطقة نونهيون دونغ الراقية، بمقدرة استيعابية بلغت 700 ضيف.[27] خلال الفضيحة ارتبط اسم الملهى باسم المغني الشهير سنغري حيث زعم أنه كان يستقطب من خلاله عددا من المستثمرين مقابل الحصول على خدمات جنسية.[28] خلال التحقيق تم القبض على مالكه ومدير ملها آخر بتهمة التهرب الضريبي.[29]

- كان متحف القرد (Monkey Museum) الذي تم افتتاحه في 27 يوليو 2016 في حي كانغام الراقي،[30] أول ملهى ليلي يرتبط باسم سنغري. حيث كان الملهى الذي تضمن حانة وصالة موسيقى هيب هوب عصرية تعود ملكيته لسنغري وشريكه يو إن سيك ومجموعة كي بوب.[31] في 21 مارس، تم اتهام سنغري وشريكه يو إن سيك بإدارة الملهى برخصة مطعم وليس ملها ليلي بغية تجنب دفع ضرائب إضافية، وخلال تحقيق الشرطة،[32] اعترف سنغري بعلمه أن تسجيل الملهى كمطعم قبل افتتاحه من شأنه أن يسبب له مشاكل قانونية لكنه استمر في ذلك أسوة بالملاهي الأخرى.[33] بالموازاة كشفت قناة SBS أن رسائل غرف الدردشة المكتشفة أثبتت أن سنغري كان يعلم أن تسجيل الملهى غير قانوني، لكنه لم يفعل أي شيء لتغييره. بدلاً من ذلك، صرح بإمكانية رشوة الشرطة إذا تم اكتشاف الأمر.[34] احتجز مركز شرطة سول كانغنام الشخص المسؤول عن إدارة الملهى بشأن انتهاك قانون الإصحاح الغذائي واضطر الملهى لدفع غرامة مالية قدرت ب40 مليون وون (35420 دولار) عن مخالفات الترخيص،[33][35] فيما يجري التحقيق حول إمكانية تورط شرطة المقاطعة من خلال التستر على المخالفات،[36] أجبرت الفضيحة شرطة سول على بدء تفتيش في جل ملاهي المدينة أفضت إلى عدد من الاعتقالات في صفوف عدد من الأندية المخالفة.[37] في 1 أبريل 2019، اكتشفت الشرطة أن سنغري وشريكه قد قاما بتحويل حوالي 10 ملايين وون (حوالي 7800 يورو) من أموال الملهى.[38]

## المتورطون

### سنغري

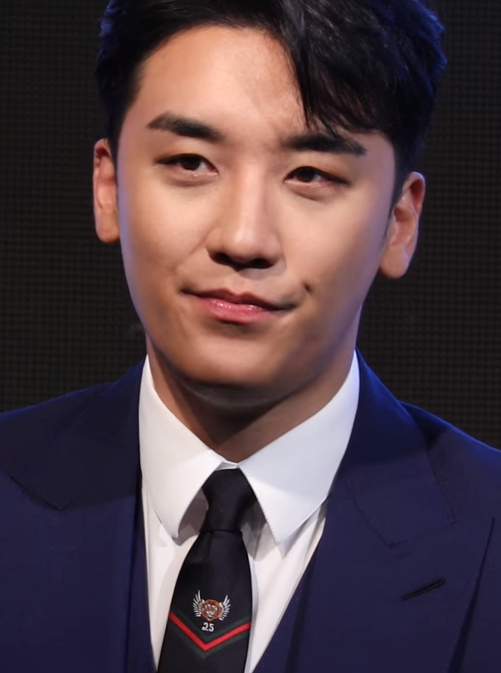
سنغري 2018

في أواخر عام 2018، وإبان اندلاع فضيحة ملهى الشمس الحارقة في كوريا الجنوبية سطع اسم سنغري كأحد المتورطين في قضية الاعتداء التي دارت رحاها في الملهى.
في 31 يناير 2019، أصدر يانغ هيون سوك بيانًا رسميًا عبر المدونة الرسمية لوكالة واي جي إنترتينمنت صرح من خلاله بأن الوكالة تدير عقود فنانيها وأنظمتها الإدارية بصفة حصرية منعا لتكرار الحوادث والأخطاء، لكن مشاريع الفنانين الخاصة تبقى منفصلة تماما عنها. وأضاف بعد استجواب سنغري بأنه غادر الملهى في الساعة 3 من صباح يوم 24 نوفمبر 2018، بينما وقع حادث الاعتداء سبب الفضيحة في السادسة صباحًا. بالإضافة إلى ذلك كشف يانغ هيون سوك أن سنغري استقال من منصبه كمدير تنفيذي في الملهى في أوائل سنة 2019 وأنه بصدد الاستقالة من جميع المناصب التي يشغلها في أعماله الأخرى التزاما بالقوانين المتعلقة بالخدمة العسكرية (وفقًا للمادة 30 من القانون الخاص بالخدمة العسكرية في كوريا الجنوبية) استعدادا لموعد تجنيده العسكري الإلزامي في مارس أو أبريل.
في 2 فبراير 2019، نشر سنغري بيانا على صفحته الخاصة على انستغرام، نفى من خلاله جل الاتهامات مضيفا بأنه لا يدير أو يملك الملهى وانما كان يشغل منصب مدير العلاقات العامة والوجه الاعلاني فقط
في 4 فبراير 2019، اعتذر الرئيس التنفيذي لإدارة ملهى الشمس الحارقة لي مون هو رسميًا عن الاشاعات التي ألحقت بالمغني.
في 13 فبراير 2019، طفت شبهة ترويج المخدرات في الملهى، بعد وجود تقارير تزعم بأن امرأة صينية تدعى «أنا» كانت متهمة بتعاطي المخدرات في الملهى، خصوصا بعد وجود صورة لها في النادي مع سنغري، مما دفع المغني إلى الادعاء بأنه كان يعتقد بأنها معجبة فقط.
في 16 فبراير 2019، اعتذر سنغري خلال حفله المنفرد للجمهور مؤكدا أنه سوف بكون أكثر حذرا
في 26 فبراير 2019، أذاعت قناة SBS FunE الكورية على لسان الصحفية الاستقصائية الشهيرة كانغ كيونغ يون دردشة خاصة على تطبيق كاكاوتالك تمت خلال ديسمبر 2015 تظهر أن سنغري خطط لاستقطاب مستثمرين أجانب مقابل خدمات جنسية مع مومسات. حيث أفادت التقارير أن الدردشة شملت المغني سي، الذي تبين لاحقًا أنه مغني فرقة إف تي آيلاند (Choi Jonghoon)، المدير التنفيذي لشركة Yuri Holdings يو ان سوك وموظفا مجهولا يعمل في ملهى الشمس الحارقة، يوجهه سنغري للعثور على المومسات. مما حذى بإدارة شرطة سول في بدء التحقيق في مزاعم الدعارة. في نفس اليوم نفت شركة «يوري هولدينغ» اداعاءات الدعارة لرشوة المستثمرين، كما صرحت وكالة المغني واي جي إنترتينمنت بأن المحادثات مفبركة وسوف تقوم بالاجراءات القانونية اللازمة فيما عقبت القناة على لسان مراسلتها بأنها لا تملك أي مصلحة في فبركة المحادثات.
تسببت الفضيحة في انخفاض أسعار أسهم وكالة واي جي إنترتينمنت إلى %4,95.
في 27 فبراير 2019، وصل سنغري إلى مركز الشرطة حيث أجريت له الجولة الأولى من فحوصات البول والشعر ضد تعاطي المخدرات والتي جاءت نتائجها سلبية، خضع بعدها الفنان لاستجواب استغرق ثماني ساعات و 30 دقيقة حول تهم توزيع المخدرات في الملهى وتقديم عاهرات للمستثمرين الاجانب. بعد يومين ألغى سنغري جميع حفلاته الموسيقية القادمة، بما في ذلك حفلاته الموسيقية في أوساكا وجاكرتا ودول اخرى.
في 4 مارس 2019، صرحت شرطة العاصمة سول خلال مؤتمر صحفي أنها لم تتوصل بالرسائل الأصلية للدردشة الخاصة المزعومة والتي قامت قناة SBS FunE الكورية بإذاعتها في 26 فبراير 2019، في المقابل صرحت القناة أن النسخة الأصلية من الرسائل النصية قد حصلت عليها لجنة مكافحة الفساد والحقوق المدنية في 22 فبراير قبل إذاعة تقريرها وهو ما أكدته هذه الأخيرة، بالتوازي اعتذر الرئيس التنفيذي لإدارة ملهى الشمس الحارقة لي مون هو رسميًا عن الاشاعات التي ألحقت بالمغني.
في 7 مارس 2019، شككت قناة ام بي سي نيوز الكورية في التصريحات التي أدلى بها سنغري سابقا في 2 فبراير، من خلال نشر وثائق داخلية للملهى، توضح بيانات أصولها أن سنغري استثمر مبلغ 225 مليون وون (حوالي 198,600 دولار) في الملهى. كما أظهرت لائحة تأسيس الشركة لعام 2017 أن اسم سنغري مدرج أيضًا في قائمة مؤسسي الملهى، كواحد من المديرين التنفيذيين الأربعة إلى جانب لي سونغ هيون، لي مون هو وكانغ. وذلك تحت غطاء شركة يوري هولدينغ المثبت ملكيتها للمديرين التنفيذيين سنغري وصديقه يو ان سوك واللذان يحوزان بموجبها على نسبة 20 بالمائة من أسهم الملهى. أجبرت الاتهامات الجديدة الشرطة وسلطات الضرائب بالبدء في التحقيق حول تورط سنغري بالتهرب الضريبي.
في 10 مارس، وصل سنغري إلى مركز الشرطة حيث أجريت له الجولة التانية من فحوصات البول والشعر ضد تعاطي المخدرات والتي جاءت نتائجها سلبية للمرة الثانية على التوالي، في المقابل وجهت الشرطة تهمة تزويد المومسات إلى سنغري مما جعله مشتبها به في القضية.
في 11 مارس، نشرت قناة SBS funE تقريرا ثانيا عن محادثات يرجع تاريخها إلى عام 2015، جرت أطوارها في غرفة دردشة خاصة على تطبيق كاكاوتالك بين فنانين من ضمنهم سنغري تضمنت محادثات جنسية مهينة ومقاطع فيديو إباحية مصورة بطريقة غير قانونية بين أحد المشاهير وعدة نساء دون معرفتهن. في نفس اليوم، أعلن المغني سنغري تقاعده من صناعة الترفيه، مشيرا إلى أنه سيتعاون بشكل كامل مع التحقيق. فيما صرحت شرطة سول خلال مؤتمر صحفي أنها لازالت مستمرة في التحقيق حول كل المزاعم والادعاءات الموجهة ضد المغني بالتنسيق مع وزارة الدفاع الوطني الكوري والأجهزة الأخرى.
في 13 مارس فسخت وكالة واي جي إنترتينمنت عقدها مع سنغري.
في 14 مارس، نشرت صحيفة Sisa Journal مجموعة مختلفة من الرسائل أظهرت المغني سنغري يقترح على مستثمر أسيوي تقديم مومسات كوريات له أثناء سفره لأندونيسيا. في اليوم الموالي، أكمل سنغري جولة ثانية من الاستجوابات. فيما نشرت قناة أي الاخبارية مزاعم إضافية تلقتها من الشرطة حول المغني، تفيد بأنه أرسل نساء كوريات إلى اليابان من أجل خدمات جنسية، وهو اتهام نفاه مقربوه. كما يشتبه به أيضا في قضايا التهرب الضريبي. بالتوازي كشفت قناة ام بي ان الكورية عن هوية الأعضاء المشاركين في غرفة الدردشة الخاصة بملهى الشمس الحارقة وهم ثمانية أفراد: سنغري، يونغ جون يونغ، تشوي جونجهون، يو إن سوك، موظف الملهى السيد كيم، أحد أقارب مجموعة فتيات، موظف سابق في وكالة واي جي إنترتينمنت وصديق جونغ جون يونغ.

في 17 مارس، صرح المدير التنفيذي لملهى الشمس الحارقة لي مون هو خلال حواره مع صحيفة Kyunghyang News الكورية أنه كان الشخص الذي اقترح على سنغري حيازة نسبة 20 في المئة من أسهم الملهى، نافيا في الوقت ذاته أي صلة شخصية له بمحادثات الدعارة التي اعتبرها مجرد مزحة بين الرجال في اليوم الموالي ذكرت قناة TV Chosun أن سنغري قام بحذف أدلة من على صفحته الشخصية في انستغرام تورط الشرطة في التستر على أعمال الملهى مما جعله مشتبها به.
في 19 مارس، أجرى سنغري مقابلة هاتفية نشرتها مجلة Sisa Journal أنكر فيها المغني كل مزاعم خدمات الدعارة والقمار المنسوبة له مصرحا بأن المحادثات كانت مجرد مزحة بين الأصدقاء وأنه أخطأ منذ البداية عندما تعامل مع هؤولاء الأشخاص. بالموازاة مع الاحداث ذكر برنامج نيوزديسك على قناة ام بي سي الكورية أن ملهى الشمس الحارقة قد سمح بدخول فتاة قاصر في يوليو 2018، وأن الرئيس التنفيذي للملهى قام برشوة ضابط يدعى كانغ للتستر على الموقف. بالإضافة إلى معرفة سنغري بذلك. في نفس اليوم أبلغت قناة SBS من خلال برنامجها 8 O’Clock News عن شكوك حول حدوث انتهاكات تجارية في ملهى اخر لسنغري يدعى متحف القرد بناء على تسريبات صوتية بين سنغري وشركاءه.
تزامنا مع الأحداث أفاد تلفزيون تشوسون أن الشرطة تلقت شهادة من مصدر مجهول في ملهى الشمس الحارقة يفيد بأن سنغري يتناول المخدرات. وهو ما نفاه المغني مستشهدا بسلبية الاختبار الذي أجراه سابقا.
بسبب الاتهامات المتتالية تم حذف أثار فرقة بيغ بانغ وشركة واي جي إنترتينمنت من ملف تعريف سنغري على محرك البحث الكوري الشهير نافير باعتباره ثاني أكبر مساهم في شركة واي جي إنترتينمنت بعد استثماره لمبلغ 100 مليون وون (88.5 مليون دولار في ذلك الوقت) في الشركة في عام 2017.
في 20 مارس، تم تأجيل التجنيد العسكري لسنغري. فيما نفى محامي سنغري الادعاءات المزعومة بتعاطي سنغري للمخدرات خلال عيد ميلاد موكله في الفلبين.
في 23 مارس، نشرت صحيفة Chosun Ilbo اليومية مقابلة مطولة مع سنغري شملت جل التهم الموجهة له حول مزاعم تورطه في فساد الشرطة والمخدرات والتهرب الضريبي وتقديم خدمات الدعارة وغيرها. قائلا «"لقد تصرفت بطريقة غير مناسبة لشخصية عامة، أصبحت الان مرتبطا بأعمال غير مشروعة»، مضيفا بأنه كان مجرد وجه اعلاني لملهى الشمس الحارقة (Burning Sun) دون أي تدخل إضافي في الإدارة.
في 28 مارس، وبعد أن تم احتجازه مسبقا على ذمة التحقيق بتهم تتعلق بالوساطة الجنسية لشركاءه المستثمرين، احتجزت الشرطة سنغري بتهمة توزيع صور لمقاطع من كاميرا خفية جنسية مؤخوذة من غرفة دردشة جماعية. اعترف خلالها بأنه نشر لقطات تم التقاطها بطريقة غير مشروعة لكنه لم يصوّرها بنفسه. في نفس اليوم، نشرت قناة MBC الكورية تقارير تحقيقات الشرطة التي تضمنت طلب سنغري من أعضاء غرف الدردشة الجماعية بالتخلص من هواتفهم القديمة وما تتضمنة من صور وفيديوهات غير قانونية.
في 29 مارس، ذكرت صحيفة Ilyo Shinmun أن الشرطة حصلت على شهادة من أحد الأشخاص المقربين من سنغري في جلستي تحقيق يومي 25 و 28 مارس، شهد بأن تقديم خدمات الدعارة قد تم خلال عيد ميلاد سنغري عام 2017 في فندق Amanpulo Resort، وكذلك في ملهى أرينا (Club Arena). وبحسب ما ورد فقد كان أحد معارفه مسؤولاً عن تنسيق وإدارة النساء المشتبه في ارتكابهن الدعارة في عيد ميلاد المغني في الفلبين. حيث زعم أن كلا منهم دفع لها سنغري 4 ملايين وون (حوالي 3400 دولار أمريكي) للرحلات الخارجية ومليوني وون إضافي (حوالي 1700 دولار أمريكي) عن خدماتها في الملاهي الليلية. تزامنا مع ذلك، أبلغت صحيفة يونهاب أن شركة التوزيع واي جي بلاس التابعة لوكالة واي جي إنترتينمنت قامت بإزالة مقالات وصور لسنغري من موقعها على الإنترنت.
في 1 أبريل، وجهت الشرطة تهمة أخرى لسنغري وشريكه يو إن سيوك تتعلق باختلاس الأموال من ملهى متحف القرد الذي يملكه رفقة شريكه وتحويلها إلى شركتهما يوري هولدينغ، حيث يجري التحقيق لتحديد المبالغ المختلسة. في الوقت نفسه صرحت وكالة شرطة سول بأن الادعاءات التي تفيد تقديم سنغري خدمات الدعارة للمستثمرين صحيحة، وذلك بعد أن حصلت على إفادات من عدة أشخاص أبرزهم النساء اللواتي زعم أنهن استأجرن لتقديم خدمات جنسية.
في 7 أبريل، بث تلفزيون يونهاب نيوز تقريرا أكد من خلاله أن دور سنغري في ملهى الشمس الحارقة كان أكبر مما صرح به سابقا، حيث دحض التقرير التصريحات التي نشرها سنغري على صفحته الخاصة على انستغرام عن دوره الصغير نسبياً في إدارة النادي. إذ وبحسب ما ورد امتلكت شركته يوري هولدينغ التي أسسها مع صديقه يو حصة ٪40 من إجمالي أسهم ملهى الشمس الحارقة بعد الرسملة السابقة للملهى البالغة قيمتها 50 مليون وون (حوالي 44000 دولار). وقد تقلصت هذه النسبة إلى ٪20 بعد أن تم منح نصف الأسهم إلى شريكتهم المستثمرة الصينية لين نظرًا لوجود مشكلات تتعلق بكونها شريكًا تجاريًا أجنبيًا، مما أخر تقسيم الأسهم.
في 8 أبريل، ذكرت صحيفة كوريا هيرالد أن الشرطة استدعت الضيوف النساء اللواتي حضرن حفلة عيد ميلاد سنغري المقامة في الفلبين في ديسمبر 2017، لتحديد ما إذا كانت نفقاتهن قد تم تغطيتها مقابل خدمات جنسية.
في 10 أبريل، أصبح كل من سنغري وشريكه يو ان سوك والرئيس التنفيذي لشركة Junwon Industries تشوي تاي يونغ مشتبها بهما بتهمة الاختلاس من ملهى الشمس الحارقة وتحويل الأموال إلى شركاتهم.
في 25 أبريل، اعترف شريك أعمال سنغري يو ان سوك للشرطة بأنه قام بتزويد مومسات لمستثمرين يابانيين محتملين كان قد ضاجعهما رفقة سنغري قبل ذلك. فيما اعترف سنغري فقط بتحصيل فاتورة الفندق ببطاقة شركة واي جي إنترتينمنت امتنانا لكرم الضيافة التي تلقاها في اليابان ولم يكن لديه أدنى فكرة عن تورط مومسات.
في 8 مايو 2019، وبعد ما مجموعه أكثر من 17 استجوابًا للشرطة، طلبت وكالة شرطة العاصمة سول إصدار مذكرة توقيف بحق سنغري تضمنت التهم التالية: الوساطة الجنسية في أكثر من ثلاث مناسبات واختلاس الأموال من ملهى الشمس الحارقة وشراء خدمات جنسية لنفسه. خلال جلسة الاستماع بشأن إصدار مذكرة توقيفه في محكمة منطقة سيول المركزية اعترف سنغري فقط بشراء رسوم الخدمة الجنسية فيما أنكر جميع التهم الأخرى المنسوبة إليه.
في 14 مايو، رفضت محكمة سول مذكرة التوقيف بحق سنغري بتهمة القوادة والاختلاس على أساس أن التهم لا تزال موضع تحقيق وخلاف. لا تزال الشرطة تواصل التحقيق مع سنغري وشريكه في العمل.
في 25 يونيو، كشف قسم التحقيقات التابع لوكالة شرطة العاصمة سول إحالة سنغري إلى النيابة بعدما وجهت له رسميا سبعة تهم جنائية وهي : الوساطة والتحريض على الدعارة (مابين ديسمبر 2015 ويناير 2016)، الاختلاس المهني لأموال ملهى الشمس الحارقة، الاختلاس المهني لأتعاب المحاماة، التحريض على تدمير الأدلة، انتهاك القانون الخاص بقضايا العقوبات الجنائية وما إلى ذلك، بالإضافة إلى خرق الجرائم الجنسية بنشر صور غير قانونية وانتهاك قانون الإصحاح الغذائي في ملهاه السابق متحف القرد.
في 28 يونيو، صرحت الصحفية الشهيرة كانغ كيونغ يون في برنامج "Sine Town 19" على قناة SBS FunE أن الرئيس السابق لوكالة واي جي إنترتينمنت يانغ هيون سوك قد اعتذر منها بعد وصفه لتقريرها الأولي بالفبركة وأنه كان مضطرا لتصديق سنغري الذي يعتبره في منزلة ابنه.
في 14 غشت 2019، تم احتجاز سنغري رسميًا على ذمة التحقيق للاشتباه في ممارسته المقامرة بصفة دورية وانتهاك قانون معاملات الصرف الأجنبي.
في 28 غشت 2019، ووفقا لمصادر مطلعة من داخل الشرطة، اعترف سنغري خلال تحقيق دام أكثر من عشر ساعات بلعب القمار في الخارج نافيا في نفس الآن كل تهم التمويل الغير القانونية المتمثلة في استخدام معاملات أجنبية غير مسجلة للتحايل على الأبناك أو ما يعرف ب (hwanchigi).

### جونغ جون يونغ
في مايو/أيار من هذا العام، أطلقت هيئة الإذاعة البريطانية (بي بي سي) برنامج "حادثة الشمس الحارقة"لقد أعاد الفيلم الوثائقي الفنانين المتورطين في الحادثة آنذاك إلى أعين الجمهور مرة أخرى. ومن بينهم المغني يونج جون هيونج، الذي اعترف بمشاهدة الفيديو غير القانوني الذي شاركه جونغ جون يونج، وتلقى الكثير من الانتقادات بعد أن أعلن هو وهيون إيه عن علاقتهما علنًا. نشر يونغ جون هينج اعتذارًا مفاجئًا على موقع إنستغرام يوم الأربعاء (6 يونيو) وأكد أنه لم يكن متورطا

### يونغ جون هيونغ

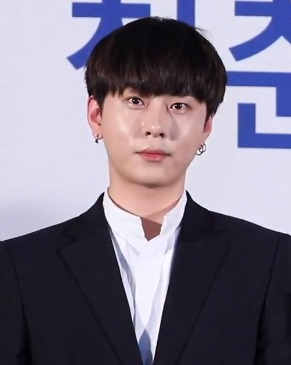
يونغ جون هيونغ سنة 2018

### إي جونغ هيون

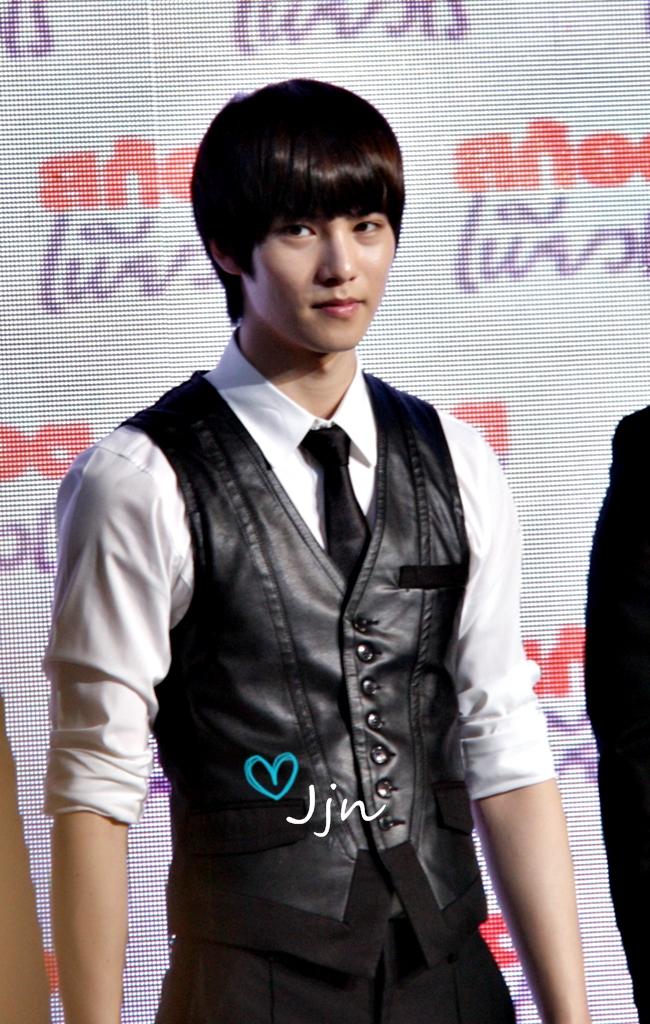
إي جونغ هيون سنة 2017

### روي كم

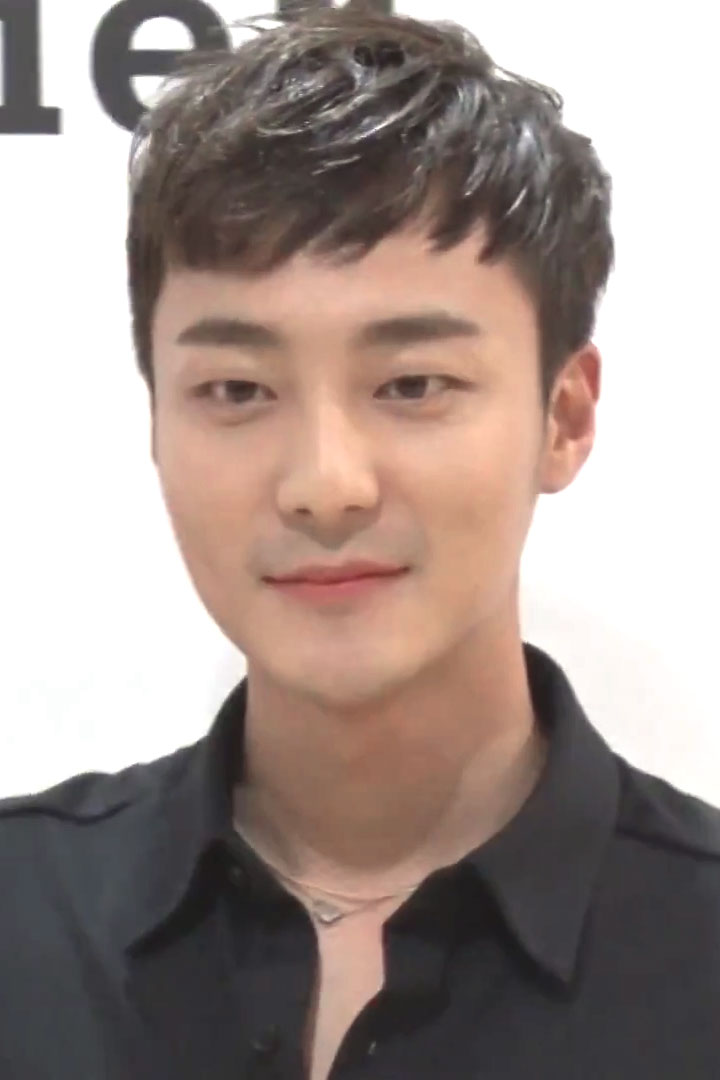
روي كم سنة 2015

### إيدي كيم

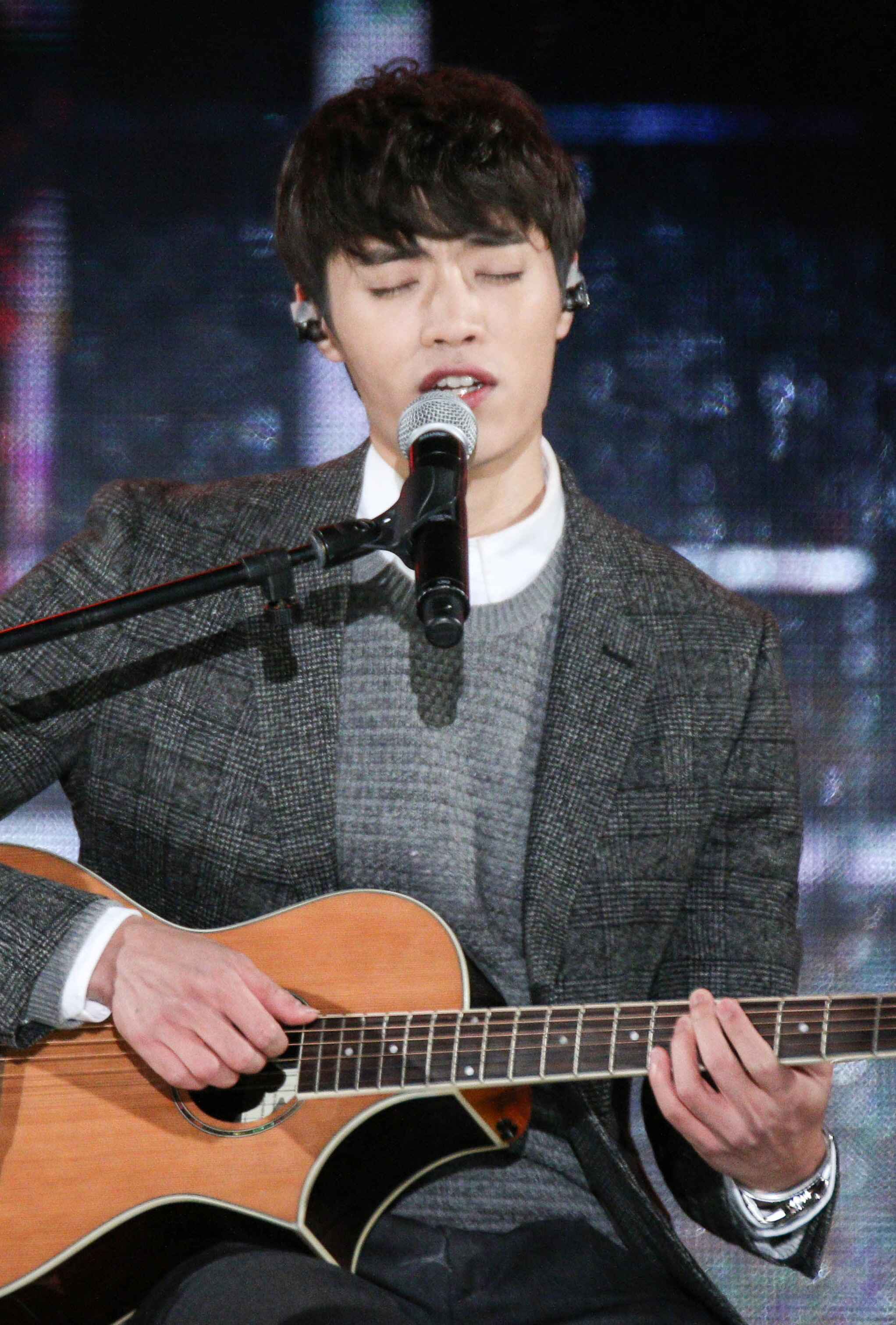
إيدي كيم سنة 2014

### تشوي جونج هون
في مايو/أيار من هذا العام، أطلقت هيئة الإذاعة البريطانية (بي بي سي) برنامج "حادثة الشمس الحارقة"لقد أعاد الفيلم الوثائقي الفنانين المتورطين في الحادثة آنذاك إلى أعين الجمهور مرة أخرى. ومن بينهم المغني يونج جون هيونج، الذي اعترف بمشاهدة الفيديو غير القانوني الذي شاركه جونغ جون يونج، وتلقى الكثير من الانتقادات بعد أن أعلن هو وهيون إيه عن علاقتهما علنًا. نشر يونغ جون هينج اعتذارًا مفاجئًا على موقع إنستغرام يوم الأربعاء (6 يونيو) وأكد أنه لم يكن متورطا

## معلومات
1. ↑  وفقًا للمادة 30 من القانون الخاص الخدمة العسكرية، "لا يجوز للجندي القيام بأي نشاط يهدف إلى الربح بخلاف الخدمة العسكرية ولا يجوز له القيام بأي نشاط آخر في نفس الوقت بدون إذن من وزير الدفاع الوطني. "حيث يحظر نصا على الجندي أن يصبح مديرًا أو مديرًا ماليًا أو شريكًا عامًا يشارك في الأعمال التجارية"[41]
.[42]
2. ↑  تعتبر كانغ كيونغ يون من أشهر الصحفيين الذين يحظون باحترام كبير في كوريا الجنوبية، إذ يعود لها الفضل في تفجير  العديد من القضايا في البلاد، حيث كانت أول من فجر فضيحة فساد رئيسة كوريا الجنوبية باك غن هي، ثم فضيحة التهرب والاختلاس التي قام بها والدي المغني الكوري ميكرودوت[52]، ثم قضية ابتزاز أفضت لمحاولة انتحار المغنية (Goo Hara) غو هارا[53] بالاضافة إلى حالة التلفيق الخاصة بالمحامي Kang Yongsuk،[54][55] وتغطيتها للعديد من حالات هاشتاغ مي تو (#MeToo).